# ジョン・リー・フッカー
ジョン・リー・フッカー (John Lee Hooker、1917年8月22日 - 2001年6月21日)は、アメリカ合衆国のブルース歌手、ギタリスト。50年以上に渡るキャリアの中で、独特のリズム感覚を持ったブギ・スタイルを確立し、「キング・オブ・ブギ」の名でも親しまれた。1984年には来日公演も行っている。代表曲は「Boom Boom」「Boogie Chillen」など。
2011年、「ローリング・ストーンの選ぶ歴史上最も偉大な100人のギタリスト」において第35位。「ローリング・ストーンの選ぶ歴史上最も偉大な100人のシンガー」において第81位。

## 来歴
ミシシッピ州クラークスデイル生まれ。生まれた年については、1915年、1920年など諸説あるものの、1917年説が最も一般的である。1943年、ミシガン州デトロイトに移住。1948年にレコード・ディーラのバーニー・ベスマンの誘いを受け、初のレコーディングを経験する。翌年1月、モダンより発表となった「Boogie Chillen」がR&Bチャートを昇りつめる大ヒットとなった。このヒットにより、他のレーベルからも誘いを受けるものの、モダンとの契約で縛られていたフッカーは、様々な変名を使い、複数のレーベルに作品を提供していった。
1955年、モダンを離れてヴィージェイ・レコードと契約する。同レーベルには1965年まで在籍し、計8枚のアルバムを発表した。それまでの弾き語りスタイルから、R&B色の濃いバンドスタイルへと発展し、「Dimples」や「Boom Boom」といった代表曲を生み出す。1962年には、ブルース・ブームが起こっていたヨーロッパに赴き、熱烈な歓迎を受けた。
1965年、ABCレコードへ移籍する。同レーベル並びに傘下のブルースウェイ、インパルス!レコードなどからも作品を発売していった。
1970年代に入ると、デトロイトを離れてカリフォルニア州に移住し、ロック・ミュージシャンとの共演を活発化させる。キャンド・ヒートと共演した『フッカー&ヒート』 (1970年) を始め、『エンドレス・ブギー』 (1971年) では スティーヴ・ミラー、ジェシ・エド・デイヴィスらと共演、翌1972年にはヴァン・モリソンとの共演盤『ネバー・ゲット・アウト・オブ・ジーズ・ブルース・アライヴ』を発表している。
1970年代半ば頃までABCに在籍するが、その後は暫く新作からは遠ざかっている。1980年の映画『ブルース・ブラザース』に出演し、シカゴのマックスウェル・ストリートのストリート・ミュージシャンを演じた。1983年、国立芸術基金(NEA)の人間国宝に相当するナショナル・ヘリテージ・フェローシップを受賞。1984年7月には、ブラック・ミュージック・リヴュー招聘で、ロバート・クレイとともに来日を果たし、全国6都市で公演を行う。晩年ツアーを嫌ったフッカーにとって、結局これが唯一の日本公演となった。
新作から遠ざかっていたフッカーだったが、1989年、カルロス・サンタナ、ボニー・レイット、ロス・ロボスら豪華ゲストを迎えたアルバム『The Healer』で華々しくカムバックを果たす。このアルバムに収録された「I'm In The Mood」は、グラミー賞最優秀トラディショナル・ブルース・レコーディング賞を獲得し、再び存在感をみせつけることになった。
1991年、ロックの殿堂入りを果たす。同年リリースされたアルバム『ミスター・ラッキー』にもライ・クーダー、ジョニー・ウィンター、キース・リチャーズらが参加。旧知のヴァン・モリソンとの共演も実現しており、モリソンのアルバム『トゥー・ロング・イン・イグザイル』(1993年) にはフッカーが2曲にゲスト参加して、モリソンはフッカー名義のアルバム『チル・アウト』 (1995年)、『ドント・ルック・バック』 (1997年) にも参加している。
復帰後は、幅広いアーティスト達との共演を重ねた。デニス・ホッパー監督の映画『ホット・スポット』のサウンドトラックでのマイルス・デイヴィスとの共演、ピート・タウンゼントの『アイアン・マン』 (1989年)、ビッグ・ヘッド・トッド&ザ・モンスターズの『Beautiful World』 (1997年)などへの参加がある。トミー・カストロの2001年のアルバム『Guilty Of Love』への参加は、フッカーの最も晩年のゲスト参加のひとつである。
2001年6月21日、カリフォルニア州サンフランシスコ近郊ロス・アルトスの自宅で、就寝中に老衰のため死去した。
自己名義の作品としては、前述の『ドント・ルック・バック』がラストとなったが、その翌年1998年リリースのベスト盤『ベスト・オブ・フレンズ』にも新録が3曲収録されている。また、没後の2003年発表の『フェイス・トゥ・フェイス』は、未発表音源にゲスト・ミュージシャンのオーバーダブを施した作品であり、事実上のラスト・アルバムとも言える内容である。

## ディスコグラフィ

### アルバム
- 『アイム・ジョン・リー・フッカー』 - I'm John Lee Hooker (1959年、Vee Jay)
- 『ザ・カントリー・ブルース・オブ・ジョン・リー・フッカー』 - The Country Blues Of John Lee Hooker (1959年、Riverside)
- Travelin' (1960年、Vee Jay)
- That's My Story (1960年、Riverside)
- 『ハウス・オブ・ザ・ブルース』 - House Of The Blues (1960年、Chess)
- 『シングス』 - John Lee Hooker Sings The Blues (1961年)
- 『プレイズ・アンド・シングス・ザ・ブルース』 - Plays And Sings The Blues  (1961年、Chess)
- 『ザ・フォークロア・オブ』 - The Folk Lore of John Lee Hooker (1961年、Vee Jay)
- 『バーニン』 - Burnin'  (1962年、Vee Jay)
- 『ドント・ターン・ミー・フロム・ユア・ドア』 - Don't Turn Me from Your Door: John Lee Hooker Sings His Blues (1963年、Atco)
- The Great John Lee Hooker (1963年)
- 『オン・キャンパス』 - On Campus (1963年)
- 『ザ・ビッグ・ソウル・オブ』 - The Big Soul of John Lee Hooker  (1964年、Vee Jay)
- Burning Hell (1964年、Riverside) ※1959年録音
- ... And Seven Nights (1965年)
- It Serves You Right to Suffer (1966年、Impulse!)
- The Real Folk Blues (1966年、Chess)
- Live at Cafè Au Go-Go (1967年、Bluesway)
- Urban Blues (1967年、Bluesway)
- John Lee Hooker (1968年)
- Simply The Truth (1969年)
- 『ブルースの真実』 - That's Where It's At! (1969年)
- Get Back Home In The U.S.A. (1969年、Black and Blue)
- If You Miss 'Im...I Got 'Im (1970年)
- John Lee Hooker on the Waterfront (1970年)
- Moanin' and Stompin' Blues (1970年) ※コンピレーション
- I Wanna Dance All Night (1970年)
- I feel Good (1970年)
- 『エンドレス・ブギー』 - Endless Boogie (1971年)
- 『ゴーイン・ダウン・ハイウェイ51』 - Goin' Down Highway 51 (1971年) ※コンピレーション
- 『フッカー&ヒート』 - Hooker 'n Heat (1971年) ※キャンド・ヒートと連名
- 『ジョン・リー・フッカーの世界』 - Any Where - Any Time - Any Place (1971年)
- 『ネバー・ゲット・アウト・オブ・ジーズ・ブルース・アライヴ』 - Never Get Out Of These Blues Alive (1971年)
- 『ライヴ・アット・ソウルダッド・プリズン』 - Live At Soledad Prison (1972年)
- Born In Mississippi, Raised Up In Tennessee (1973年)
- Free Beer And Chicken (1974年)
- Mad Man Blues (1974年、Chess)
- 『アローン』 - Alone (1976年、Tomato) ※コンピレーション
- In Person  (1976年)
- Black Snake (1977年) ※コンピレーション
- Dusty Road (1977年) ※コンピレーション
- The Cream (1978年、Tomato)
- Sittin' Here Thinkin'  (1979年)
- Everybody Rockin'  (1980年) ※コンピレーション
- Jealous (1986年、Pausa)
- Trouble Blues (1988年) ※コンピレーション
- Highway Of Blues (1989年) ※スティック・マギーと連名
- John Lee Hooker's 40th Anniversary Album (1989年) ※コンピレーション
- The Detroit Lion (1989年) ※コンピレーション
- The Healer (1989年、Chameleon)
- 『ホット・スポット オリジナル・サウンドトラック』 - The Hot Spot (Original Motion Picture Soundtrack) (1990年) ※マイルス・デイヴィスとの共演
- Don't You Remember Me (1990年) ※コンピレーション
- 『モア・リアル・フォーク・ブルース』 - More Real Folk Blues: The Missing Album (1991年)
- 『ミスター・ラッキー』 - Mr. Lucky (1991年、Pointblank/Charisma)
- 『ブーン・ブーン』 - Boom Boom  (1992年、Pointblank/Charisma)
- 『チル・アウト』Chill Out (1995年、Pointblank/Charisma)
- 『ドント・ルック・バック』 - Don't Look Back  (1997年、Pointblank/Charisma)
- 『ベスト・オブ・フレンズ』 - The Best of Friends (1998年、Pointblank/Charisma) ※コンピレーション
- 『フェイス・トゥ・フェイス』 - Face to Face (2003年、Eagle Rock Entertainment)

## 情報源
- Blues Records 1943-1970 (Mike Leadbetter & Neil Slaven)
- Joel Whitburn's Top R&B Singles 1942-1988 (Record Research)
- ブルース&ソウル・レコーズ誌 No. 41「追悼 ジョン・リー・フッカー」 (ブルース・インターアクションズ)
- ブラック・ミュージック・リヴュー 1984年7月号「来日告知」 (ブルース・インターアクションズ)